# Cheyenne River
Der Cheyenne River (früher teilweise auch Sheyenne River, Big Cheyenne oder ähnlich) ist ein rechter Nebenfluss des Missouri River in Wyoming und South Dakota in den Vereinigten Staaten mit einer Länge von etwa 630 km.
Er entsteht im Thunder Basin National Grassland im Nordosten des Converse County in Wyoming als Zusammenfluss zweier kleinerer Gewässer. Er fließt dann ostwärts nach South Dakota und fällt bis zur Grenze des Fall River Countys zeitweise trocken. Der Cheyenne fließt vorbei an Edgemont und südlich der Black Hills nach Osten und durchquert den Stausee Angostura Reservoir, der 1949 durch die Talsperre Angostura im Rahmen des Missouri River Basin Project nahe Hot Springs entstanden ist. An der Ostseite der Black Hills fließt er nach Nordosten, vorbei an Oral, dem Buffalo Gap National Grassland und entlang der Nordwestgrenze der Pine-Ridge-Reservation und des Badlands-Nationalparks. Der Rapid Creek mündet ebenso wie der Belle Fourche River im Osten des Meade County in den Fluss. Darauf fließt er Richtung Nordosten entlang der Südgrenze der Cheyenne-River-Reservation; bei Cherry Creek mündet der Cherry Creek in den Cheyenne. Er mündet schließlich 50 km nordwestlich von Pierre im Lake Oahe in den Missouri.

## Verlauf
Der Cheyenne River entsteht durch den Zusammenfluss von Antelope Creek und Dry Fork Cheyenne River im nordöstlichen Converse County in Wyoming auf einer Höhe von 1317 m, etwa 75 km nordöstlich von Douglas und 50 km südwestlich von Wright. Von dort fließt er zunächst in nordöstliche Richtung durch das Thunder Basin National Grassland und erreicht das Weston County, das er nach wenigen Kilometern nach Südosten verlässt. Durch das Niobrara County mäandriert der Fluss durch die Great Plains und erhält mit dem Lance Creek von rechts einen seiner längsten Zuflüsse. Der Fluss unterquert den U.S. Highway 85 und erreicht weiter östlich das Fall River County in South Dakota. Unmittelbar nach der Grenze erhält er von links den Beaver Creek, der einen Großteil der westlichen Black Hills entwässert. Der Cheyenne River fließt nun wieder nach Südosten, unterquert den U.S. Highway 18 und passiert die Gemeinden Edgemont und Dudley. Nach einigen großen Mäandern wird die South Dakota State Route 18 unterquert und das Angostura Reservoir erreicht. Zudem erhält er von rechts Hat Creek und Horsehead Creek. Der Fluss schlägt nun eine nordöstliche Fließrichtung ein, die er bis zur Mündung beibehält. Er quert erneut den U.S. Highway 18 und erreicht das Custer County, zudem bildet er weiter flussabwärts die nordwestliche Grenze zum Oglala Lakota County sowie zur Pine Ridge Reservation. Der Cheyenne River erhält im weiteren Verlauf unzählige Zuflüsse aus den östlichen Black Hills, darunter French Creek, Spring Creek, Rapid Creek und Boxelder Creek. Er durchfließt Teile des Buffalo Gap National Grassland, erreicht das Pennington County und passiert den Badlands-Nationalpark. Bei Wasta unterquert der Fluss die hier gebündelt verlaufenden Straßen I-90 und US-14 und bildet auf den nächsten Kilometern die Grenze zum benachbarten Meade County, aus dem der Belle Fourche River, der mit 775 km mit Abstand längste Nebenfluss des Cheyenne, hinzufließt. Auf den nächsten rund 100 km fließt der Fluss auf der Grenze der Countys Ziebach und Haakon und erhält mit dem Cherry Creek von links seinen letzten großen Zufluss. Parallel zur Cheyenne River Reservation mäandriert der Cheyenne River bis ins Dewey County und mündet dort auf einer Höhe von 480 m in den hier zum Lake Oahe aufgestauten Missouri River. Die letzten 56 Flusskilometer bilden dabei einen Seitenarm des Lake Oahe.

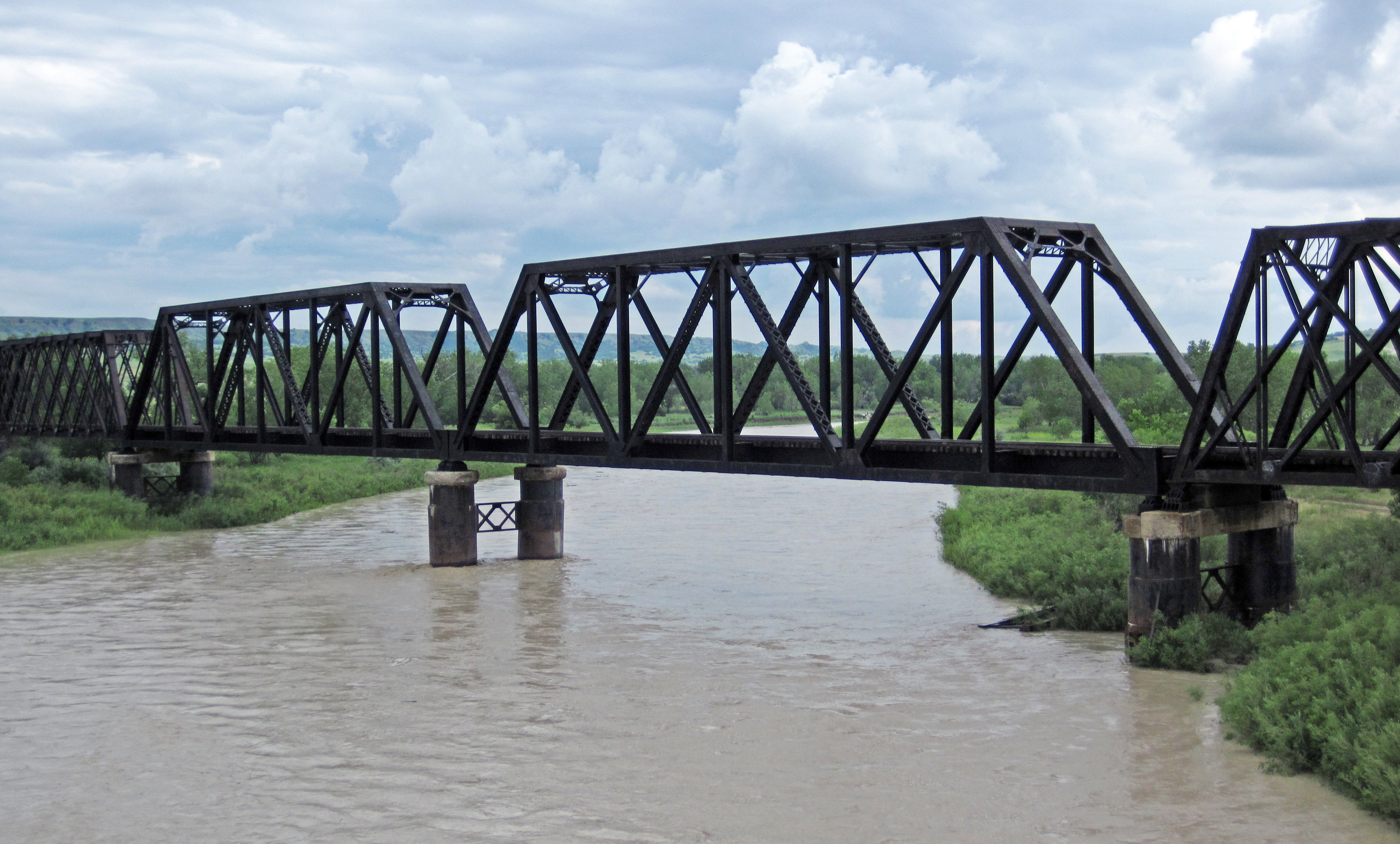
Brücke über den Cheyenne River bei Wasta, South Dakota
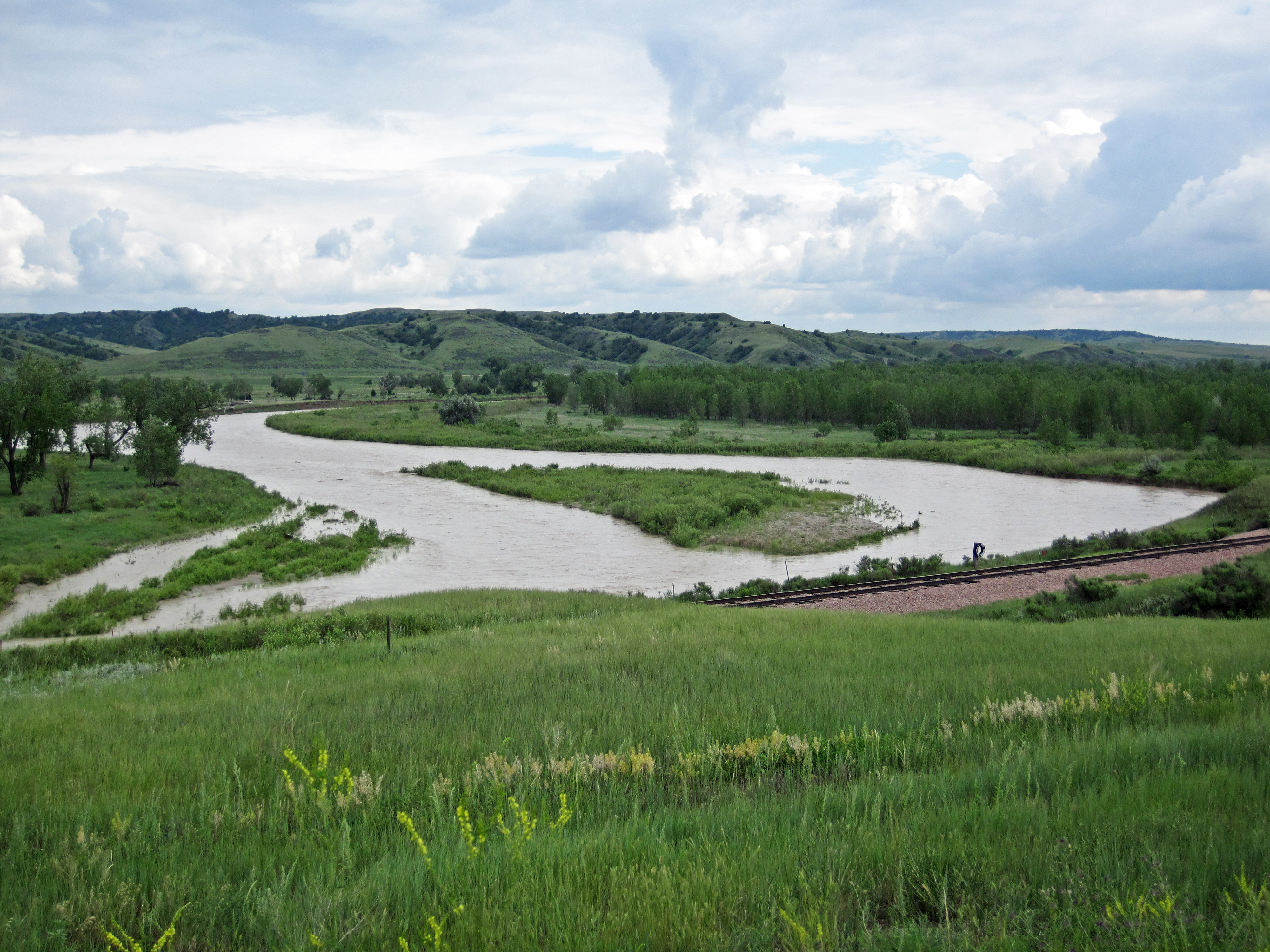
Cheyenne River im Pennington County
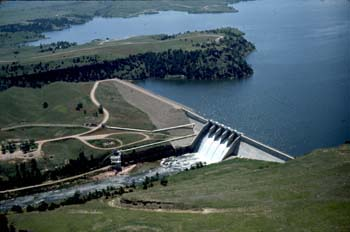
Die Talsperre Angostura
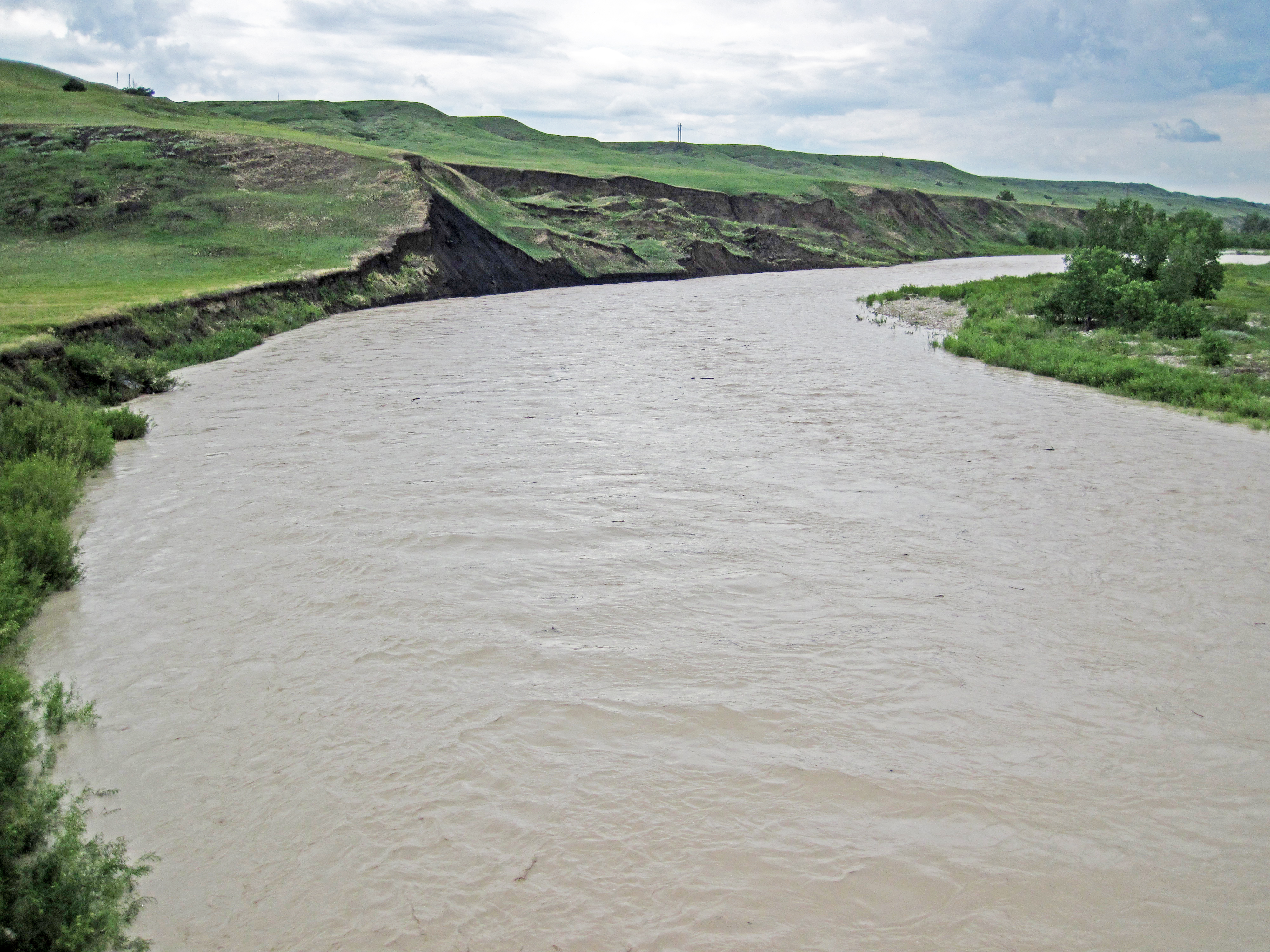
Der Fluss bei hohem Wasserstand im Juni 2018
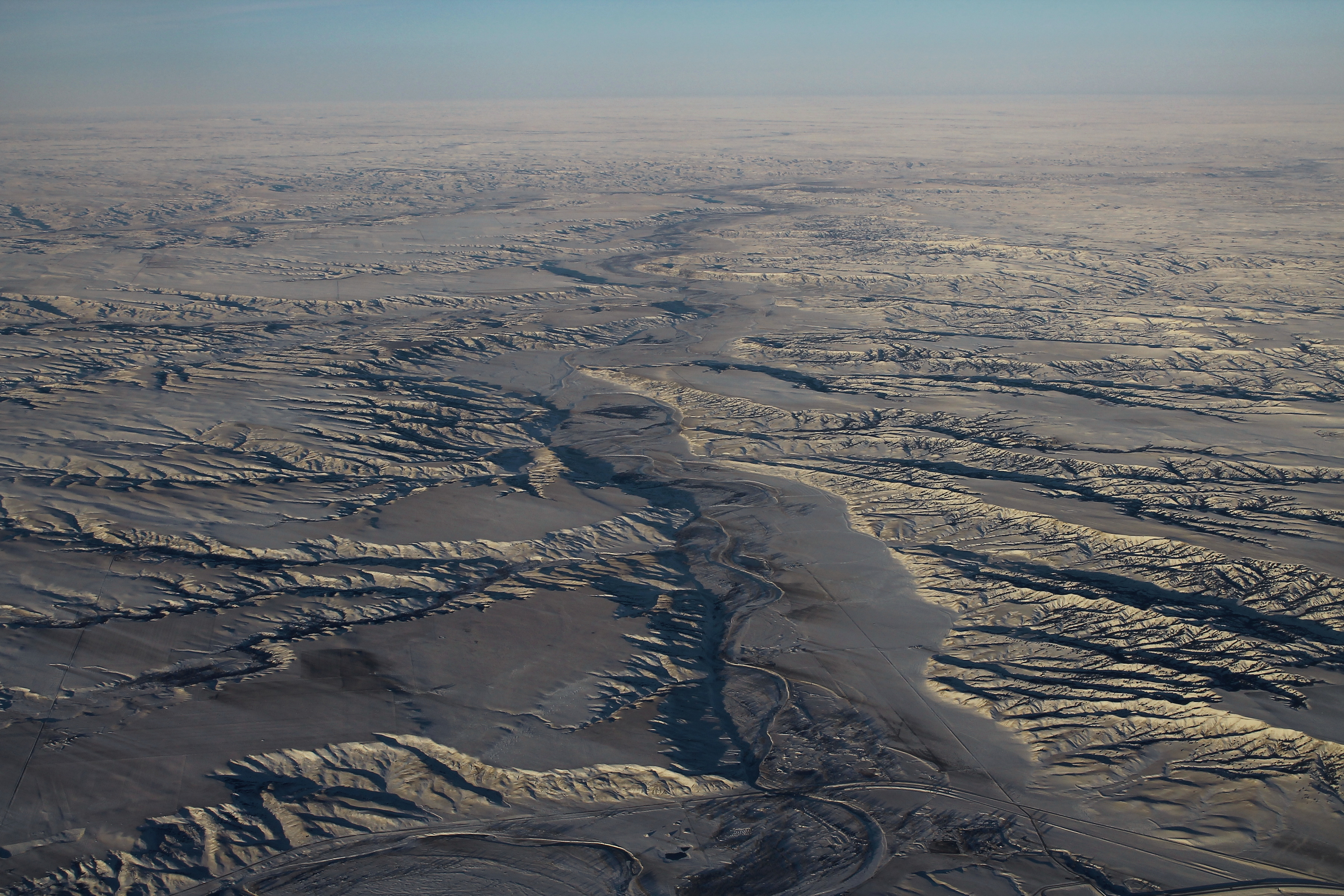
Luftaufnahme des Cheyenne River in South Dakota

## Hydrologie
Der Cheyenne River ist als Nebenfluss des Missouri River Teil des Einzugsgebietes des Mississippi, der in den Golf von Mexiko entwässert. Das Einzugsgebiet des Cheyenne River hat eine Fläche von etwa 65.200 km² und grenzt an die Einzugsgebiete von Bad River und White River im Südosten, Niobrara River und North Platte River im Süden, Powder River im Osten, Little Powder River und Little Missouri River im Nordwesten sowie Moreau River im Norden. 36.100 km² (55 %) des Einzugsgebiets liegen in South Dakota, 27.700 km² (42 %) in Wyoming, 1.220 km² (2 %) in Nebraska und 215 km² (0 %) in Montana. Die größten Städte im Einzugsgebiet sind Rapid City und Gillette. Der Abfluss am Pegel bei Eagle Butte oberhalb der Mündung beträgt 24,9 m³/s, am Pegel bei Angostura unterhalb des Angostura Reservoirs in den Black Hills lediglich 1,71 m³/s. Der Cheyenne River entwässert große Teile der Black Hills und weist im oberen Flussverlauf in Wyoming eine periodische Wasserführung auf.